# Тоско Илиев
Тоско Илиев е български оперен певец – тенор, един от основоположниците на професионалната оперна сцена в Стара Загора.

## Биография
Роден е през 1895 година в Борисовград. Първите му изпълнения са в училищния хор. През 1922 година завършва право в Софийския университет. Към края на 1923 година заминава за Виена, където взема частни уроци по пеене. Дипломира се през 1926 г., след което работи в родния си град. През 1933 г. е назначен за библиотекар в Градската библиотека на Стара Загора. Прави сценичния си дебют на сцената на Старозагорската опера през 1934 година с ролята на Никола в операта „Гергана“ на маестро Георги Атанасов. Още оттогава, когато театърът е все още любителски, Илиев изпълнява роли от основния теноров репертоар – Херцога, Алфред, Фауст, Пинкертон и други. До 1943 година е главен тенор и администратор на операта. От 1946 до 1954 година Тоско Илиев е избран за директор на Операта. От 1934 до 1946 г. е член на ръководството, а в периода 1946 – 1954 г. е директор на операта. През 1949 г. е удостоен със званието „Заслужил артист“.